# Кавалан
Кавалан (ендонім kbalan[kɨβaɾán]; «люди, що живуть на рівнині»; кит.: 噶瑪蘭族) або Кувалан — корінний народ Тайваню. Більшість із них переїхали до прибережних районів округів Хуалянь і Тайдун у ХІХ столітті через вторгнення ханьських поселенців. Їхня мова також відома як кавалан. В даний час найбільшим поселенням Кавалана є Сіньше (Кавалан: pateRongan) — село в громаді Фенбінь, повіт Хуалянь.

## Історія
Легенда свідчить, що кавалани прибули морем зі сходу, і коли вони побачили приголомшливу красу цього місця, вони вирішили тут же заселити цю щедру землю. Новоприбулі кавалани вели багато битв проти місцевих атаялів, і врешті кавалани витіснили атаялів у гори — відповідно до їх назви «кавалани», що означає «люди рівнини». Згодом ця назва перетворилася на «хамалан», у результаті чого утворилося сучасне місто Їлань. Їх називали 36 племенами каваланів (蛤仔難三十六社), хоча їх було більше 60. У минулому племена на північ від річки Ланьян називалися Сай-се-хоан (西勢番), а племена на південь від річки — Тан-се-хоан (東勢番).
Найперша згадка про каваланів в історії датується 1632 роком, коли іспанський корабель зайшов у цей район через тайфун. Більш чіткий запис був зроблений у 1650 році Голландською Ост-Індською компанією. Як повідомляється, в якийсь момент поблизу існувала іспанська провінція Кабаран. Китайці хань намагалися поселитися в цьому районі ще в 1768 році. Однак поселенню не вдалося закріпитися до 1796 року, коли Нґо Соа заснував перше село (тепер Таученґ). Згодом багато ханьців переселилися на цю територію, і життя каваланів змінилося. Багато з них переїхали до села Бейпу (в містечку Сіньчен округу Хуалянь).

## Кареванський інцидент
У 1878 році Кавалани та їхні союзники сакізая вели нищівну битву проти загарбників Цін після того, як суперечка з офіційними особами Цін призвела до місцевого повстання. Ця подія закінчилася катастрофою для обох громад: багато їхніх членів були вбиті під час Кареванського інциденту (також відомий як «Галееванський інцидент» або «Каляванська битва»). Інші були витіснені ханьськими поселенцями. Сакізая, що залишилися, тим часом були змушені змішатися з іншими народами, такими як аміси, з наміром захистити свою ідентичність.

## Подальше читання
- Сторінка племен Кувалан на веб-сайті Парку культури аборигенів Тайваню .